# Andrea Dettling
Andrea Dettling, švicarska alpska smučarka, * 19. januar 1987, Altendorf.
Nastopila je na Olimpijskih igrah 2010, kjer je bila dvanajsta v superveleslalomu in 23. v kombinaciji. V edinem nastopu na svetovnih prvenstvih leta 2009 je dosegla 22. mesto v veleslalomu. V svetovnem pokalu je tekmovala osem sezon med letoma 2007 in 2013 ter dosegla eno uvrstitev na stopničke v superveleslalomu. V skupnem seštevku svetovnega pokala je bila najvišje na sedemnajstem mestu leta 2009, ko je bila tudi peta v superveleslalomskem seštevku.